# Francisco Lachowski
Francisco Lachowski, noto anche con lo pseudonimo di Chico (Curitiba, 13 maggio 1991), è un modello brasiliano, di origini polacche, portoghesi e tedesche.

## Biografia
Francisco Lachowski ha iniziato la propria carriera nel 2008 vincendo un concorso per modelli a San Paolo, per il quale gli viene riconosciuto con un contratto con l'agenzia di moda Ford Models. Nel 2009 debutta sulle passerelle di Milano e Parigi, sfilando per Moschino, Gianfranco Ferré, Dsquared², John Galliano, Kenzo, Gucci e Dior Homme. Nello stesso anno diventa anche il nuovo volto della campagna pubblicitaria di Dior e compare sull'edizione giapponese di Vogue Homme. Ad ottobre compare sulla copertina di 160 Grams, fotografato da Greg Gex.
Nel 2010 Francisco Lachowski sfila anche per Zegna, Dolce & Gabbana, Etro, Issey Miyake, Phillip Lim, Lacoste, Y-3, Louis Vuitton, Thierry Mugler e Generra. Inoltre compare su Vogue Hommes, su V Man, fotografato da Ellen von Unwerth in un servizio ispirato al cartone animato Shrek, sull'edizione tedesca di GQ e su Out. Lachowski è inoltre scelto come nuovo volto per la campagna promozionale di DKNY. Attualmente risulta al cinquantesimo posto della classifica dei 50 top model del sito models.com.

## Vita privata
Il 30 novembre 2013 ha sposato Jessiann Gravel, da cui ha avuto un figlio, Milo, nato il 25 marzo 2013. Nel 2016 la coppia annuncia di aspettare il secondogenito. Il 19 novembre 2016 nasce Laslo.

## Agenzie
- Ford Models - New York, Parigi, San Paolo
- Why Not Model Agency - Milano
- Models 1 Agency - Londra
- Mega Agency - Amburgo
- Scoop Models - Copenaghen
- Traffic Models - Barcellona
- Bravo Models - Tokyo